# Праве чиопе
Праве чиопе (лат. Apodidae) су породица из реда чиопе (Apodiformes) у којој се налазе заједно са ћубастим чиопама (Hemiprocnidae) и колибријима (Trochilidae). Праве чиопе су птице које већи део живота проводе у ваздуху. Личе на ласте али им нису сродне, а сличност између њих последица је конвергентне еволуције.

## Опис
Многе врсте имају кратак и рачваст реп и врло дуга српаста крила. Перје им је тамно, а кљун мали. Ноге су им веома мале и закржљале и нису у стању да ходају. Најмањи представник правих чиопа је врста пигмејска чиопица (Collocalia troglodytes) која достиже дужину од око 9 cm и тежину од око 5,4 g, а највећи је пурпурна иглорепа чиопа (Hirundapus celebensis) која достиже дужину од око 25 cm и тежину од око 184 g.
Већи део живота проводе у лету, а тим шведских научника је забележио да врста црна чиопа (Apus apus) без престанка може летети и 10 месеци. Црне чиопе се хране и спавају у лету. Праве чиопе су међу најбржим птицама. Забележено је да азијска чиопа (Hirundapus caudacutus) у лету достиже брзину од 169 km/h, док црна чиопа (Apus apus) достиже брзину од 31 m/s (112 km/h). За годину дана црна чиопа може да прелети најмање 200,000 km.
Праве чиопе из 4 рода која припадају племену Collocaliini развиле су способност ехолокације, коју користе при лету у мрачним пећинама у којима се гнезде. Врста тропрста чиопица (Aerodramus papuensis) користи ову способност и ноћу ван пећине.

## Размножавање
Гнезда лепе својом пљувачком за вертикалне површине, литице или зидове зграда. Род Aerodramus користи искључиво своју пљувачку за прављење гнезда (гнезда птица из овог рода се користе у Азији за прављење супе). Инкубација траје од 19 до 23 дана, а птићи гнездо напуштају после 6 до 8 недеља.

## Исхрана
Праве чиопе се хране инсектима, као што су муве, биљне ваши, вилини коњици, мрави, пчеле и осе, као и пауцима. 
За разлику од птица из реда птица певачица (врапчарки), које обично имају обиље хране али су им гнезда небезбедна. Правим чиопама су гнезда безбедна али се често срећу са проблемом недостатка хране.

## Распрострањеност
Насељавају све континенте осим Антарктика, али их нема на далеком северу и у великим пустињама. Врсте из предела са умереном климом су селице и зимују у тропима. Неке врсте могу преживети краће периоде хладног времена падањем у стање слично хибернацији.

## Класификација
Породица правих чиопа Apodidae се дели на две потпородице, које се деле на 4 племена, која укључују већи број родова:
- Потпородица 
  - Племе 
    - Род 
      - Белобрада чиопа

      - Гарава чиопа

      - Белогруда чиопа

      - Ротшилдова чиопа

      - Велика мрка чиопа

      - Америчка црна чиопа


    - Род 
      - Двоштитаста чиопа

      - Тепујска чиопа

      - Белопотиљка чиопа

      - Белоогрличаста чиопа

      - Кестењастоогрличаста чиопа

- Потпородица 
  - Племе 
    - Род 
      - Салангана

      - Пећинска чиопица

      - Пигмејска чиопица

      - Борнејска чиопица


    - Род 
      - Сејшелска чиопица

      - Маскаренска чиопица

      - Индијска чиопица

      - Филипинска чиопица

      - Халмахерска чиопица

      - Сулавеска чиопица

      - Серамска чиопица

      - Планинска чиопица

      - Белогуза чиопица

      - Аустралијска чиопица

      - Хималајска чиопица

      - Индокинеска чиопица

      - Вулканска чиопица

      - Вајтхедова чиопица

      - Голонога чиопица

      - Мајрова чиопица

      - Палаванска чиопица

      - Маховиногнезда чиопица

      - Ваникороанска чиопица

      - Палауанска чиопица

      - Маријанска чиопица

      - Острвска чиопица

      - Атиуанска чиопица

      - Тахићанска чиопица

      - Маркижанска чиопица

      - Црногнезда чиопица

      - Пећинска чиопа

      - Жерменова чиопица

      - Тропрста чиопица


    - Род 
      - Џиновска чиопица


    - Род 
      - Schoutedenapus myoptilus}-
      - Схоутеденова чиопа


  - Племе 
    - Род 
      - Филипинска бодљорепа чиопа

      - Папуанска бодљорепа чиопа


    - Род 
      - Мадагаскарска бодљорепа чиопа

      - Саотомска бодљорепа чиопа

      - Белогуза бодљорепа чиопа


    - Род 
      - Црна бодљорепа чиопа

      - Шарена бодљорепа чиопа


    - Род 
      - Сребрногуза бодљорепа чиопа

      - Сабинова бодљорепа чиопа


    - Род 
      - Бемова бодљорепа чиопа

      - Касинова бодљорепа чиопа


    - Род 
      - Азијска чиопа
[10]
      - Пурпурна иглорепа чиопа

      - Сребрнолеђа иглорепа чиопа

      - Смеђолеђа иглорепа чиопа


    - Род 
      - Пругастогуза чиопа

      - Малоантилска чиопа

      - Сивогуза чиопа

      - Бледогуза чиопа

      - Америчка чиопа
[10]
      - Воксова чиопа

      - Чепманова чиопа

      - Краткорепа чиопа

      - Пепељасторепа чиопа

      - Сикова чиопа

      - Амазонска чиопа

      - Костариканска чиопа


  - Племе 
    - Род 
      - Белогрла чиопа

      - Беловрхорепа чиопа

      - Андска чиопа


    - Род 
      - Пигмејска палмина чиопа

      - Неотропска палмина чиопа

      - Антилска палмина чиопа


    - Род 
      - Велика ласторепа чиопа

      - Мала ласторепа чиопа


    - Род 
      - Азијска палмина чиопа

      - Афричка палмина чиопа


    - Род 
      - Бела чиопа

      - Шарена чиопа


    - Род 
      - Кејпвердска чиопа

      - Црна чиопа

      - Канарска чиопа

      - Њанзанска чиопа

      - Сива чиопа

      - Афричка црна чиопа

      - Форбс-Вотсонова чиопа

      - Бредфилдова чиопа

      - Мадагаскарска чиопа

      - Тихоокеанска чиопа

      - Салим Алијева чиопа

      - Блајтова чиопа

      - Кукова чиопа

      - Тамногуза чиопа

      - Мала чиопа

      - Кућна чиопа

      - Хорусова чиопа

      - Афричка чиопа

      - Бејтсова чиопа

      - Чиопа Фернанда Поа


## Статус
Ни једна врста чиопе није изумрла од 1600. године, мада је организација BirdLife International проценила да је гвамска чиопа угрожена врста, а врсте Aerodramus sawtelli, Apus acuticauda, Schoutedenapus schoutedeni, сејшелска и тахитска чиопа су наведене као рањиве; дванаест других врста су близо статуса грожене врсте или нема довољно података за класификацију.